# Filip Dumić
Filip Dumić (in serbo Филип Думић?; Čačak, 8 ottobre 1990) è un cestista serbo.